# Střední Pohroní
Střední Pohroní je region na středním Slovensku zabírající území okresů Žiar nad Hronom, Banská Štiavnica, Žarnovica a malou západní část okresu Zvolen.
Osou území je řeka Hron od svého soutoku se Slatinou po Slovenskou bránu. Z historického hlediska zabírá severní část Tekova, včetně Podsitnianska, a západní část Zvolenské župy. Region hraničí na severu s Turiecem a Horní Nitrou, na východě s Horním Pohroním, na jihu s Hontem a na jihozápadě s Tekovem.